# 奇恩·凱拉
奇恩·科爾·凱拉（英語：Keone Cole Kela，1993年4月16日—）是日本职业棒球(NPB)东京养乐多燕子队的美国职业棒球投手。他曾在美国职业棒球大联盟(MLB) 效力于德州游骑兵队、匹兹堡海盗队和圣地亚哥教士队。

## 職棒生涯成績

### 美國職棒
| 年度 | 球隊         | 出賽 | 先發 | 勝投 | 敗投 | 中繼 | 救援 | 完投 | 完封 | 三振 | 四死 | 責失 | 投球局數 | 自責分率 | 被上壘率 |
| ---- | ------------ | ---- | ---- | ---- | ---- | ---- | ---- | ---- | ---- | ---- | ---- | ---- | -------- | -------- | -------- |
| 2015 | 德州遊騎兵   | 68   | 0    | 7    | 5    | 22   | 1    | 0    | 0    | 68   | 18   | 16   | 60.1     | 2.39     | 1.16     |
| 2016 | 德州遊騎兵   | 35   | 0    | 5    | 1    | 15   | 0    | 0    | 0    | 45   | 17   | 23   | 34.0     | 6.09     | 1.38     |
| 2017 | 德州遊騎兵   | 39   | 0    | 4    | 1    | 11   | 2    | 0    | 0    | 51   | 17   | 12   | 38.2     | 2.79     | 0.91     |
| 2018 | 德州遊騎兵   | 38   | 0    | 3    | 3    | 0    | 24   | 0    | 0    | 44   | 14   | 14   | 36.2     | 3.44     | 1.15     |
| 2018 | 匹茲堡海盜   | 16   | 0    | 0    | 1    | 4    | 0    | 0    | 0    | 22   | 5    | 5    | 15.1     | 2.93     | 0.98     |
| 2018 | 合計         | 54   | 0    | 3    | 4    | 4    | 24   | 0    | 0    | 66   | 19   | 19   | 52.0     | 3.29     | 1.10     |
| 2019 | 匹茲堡海盜   | 32   | 0    | 2    | 0    | 6    | 1    | 0    | 0    | 33   | 11   | 7    | 29.2     | 2.12     | 1.01     |
| 2020 | 匹茲堡海盜   | 3    | 0    | 0    | 0    | 0    | 0    | 0    | 0    | 3    | 1    | 1    | 2.0      | 4.50     | 2.00     |
| 2021 | 聖地牙哥教士 | 12   | 0    | 2    | 2    | 1    | 0    | 0    | 0    | 13   | 3    | 6    | 10.2     | 5.06     | 1.31     |
| 合計 | 7年          | 243  | 0    | 23   | 13   | 59   | 28   | 0    | 0    | 279  | 86   | 84   | 227.1    | 3.33     | 1.33     |

### 日本職棒
| 年度 | 球隊           | 出賽 | 先發 | 勝投 | 敗投 | 中繼 | 救援 | 完投 | 完封 | 三振 | 四死 | 責失 | 投球局數 | 自責分率 | 被上壘率 |
| ---- | -------------- | ---- | ---- | ---- | ---- | ---- | ---- | ---- | ---- | ---- | ---- | ---- | -------- | -------- | -------- |
| 2023 | 東京養樂多燕子 | －   | －   | －   | －   | －   | －   | －   | －   | －   | －   | －   | －       | －       | －       |
| 合計 | 1年            | －   | －   | －   | －   | －   | －   | －   | －   | －   | －   | －   | －       | －       | －       |

## 早期生活
凱拉就读于加利福尼亚州卡森市的Carson Senior High School，並從華盛頓州西雅圖的Chief Sealth High School畢業。 他於2011年的MLB選秀中被西雅圖水手隊在第29輪選中，但他沒有簽約，而是進入了Everett Community College ，並在那裡擔任中外野手的角色，效力了一個賽季。 

## 职业

### 德州游骑兵队
德州游骑兵队在2012年的MLB選秀中以第12輪第396順位，以一名投手的身分選中了凱拉。  凱拉在選秀後與游骑兵队簽約。 
2013年，凱拉进入南大西洋A级联赛。 他在 2014 赛季开始了A 级高级联赛，之後晉升至AA級德州聯盟的Frisco RoughRiders。 2015年，游骑兵队邀请凱拉参加春训。 最終進入游骑兵的開幕戰名單。  他在2015年5月2日對陣奧克蘭運動家時贏得了他的第一場勝利。 他以2.39的防禦率完成了他的2015球季。他在2016年接受了肘部手術，錯過了三個月的球季，他在2016年的35場比賽中以5勝1敗的戰績完成了6.09的防禦率。 
由於他在小聯盟內部比賽中表現出不專業的缺乏努力，遊騎兵隊決定將凱拉調回3A等级太平洋海岸联盟的Round Rock Express。  他在2017年為遊騎兵隊出場39 次，因右肩僵硬而錯過一些比賽。  在 2017 年球季結束後，凱拉接受了幹細胞療法来治疗他的右肩。 凱拉在 2018 年成为游骑兵队的终结者。 

### 匹兹堡海盗
在2018年7月31日，遊騎兵隊將凱拉交易至匹茲堡海盜隊，換取泰勒·赫恩和舍爾滕·阿波斯特爾。 
在 2019 年 4 月 7 日对阵辛辛那提红人队的比赛中，凱拉因参与Chris Archer 、 Derek Dietrich 、 Yasiel Puig 、 Amir Garrett 、 David Bell和Felipe Vázquez之間的一場清空場事件而被驅逐出場。 2019年7月30日，凱拉又卷入了第二場清空場事件，導致他於8月1日被禁賽2場比賽。Kela在2019年為海盜隊出場32次，投球局數為29.2局，ERA為2.12，並取得33次三振。在2020年，凱拉僅為球隊出場3次，投球局數為2.0局，失1分，並取得3次三振。 

### 圣地亚哥教士队
2021年2月18日，凱拉與聖地牙哥教士隊簽下一份為期一年價值1.2百萬美元的合約。  2021 年 5 月 19 日，凱拉接受了TJ手术，结束了他的 2021 赛季。 凱拉在聖地牙哥的12場比賽中拿到了2勝2敗，防禦率為5.06，並取得了13次三振。5月23日，凱拉被列入了60天傷病名單，因為他需要恢復手術。 

### 亚利桑那响尾蛇队
2022年3月16日，凱拉与亚利桑那响尾蛇队签订了一份小联盟合約。他於8月31日被釋出。

### 洛杉矶道奇队
2022 年 9 月 1 日，克拉与洛杉矶道奇队签署了一份小联盟合約。在三A級的俄克拉荷馬城道奇隊出場七場比賽，投了6 2/3局，被打進六分，自責分率為6.75。 他於2022年11月10日選擇成為自由球員身份。

### 东京养乐多燕子
2022年12月21日，凱拉與日本职棒东京养乐多燕子签约。

## 个人生活
凱拉出生時，他的母親只有16歲，而他的父親只有15歲。儘管凱拉出生在洛杉矶，但他父亲的大部分家人都来自夏威夷。他的祖父母来自大岛的Keaukaha，凱拉每年夏天都在那裡度过，享受普希和希洛的美景 。 

## 外部連結
- 齊昂內·凱拉在美國職棒（英语）
- 齊昂內·凱拉在日本職棒（英语）
- 齊昂內·凱拉在Baseball-Reference.com（大聯盟）（英语）
- 齊昂內·凱拉在Baseball-Reference.com（小聯盟以及海外聯盟）（英语）
- 齊昂內·凱拉在ESPN（MLB）（英语）
- 齊昂內·凱拉在FanGraphs.com（英语）
- 齊昂內·凱拉在The Baseball Cube（英语）